# Thank You (песня Boyz II Men)
«Thank You» — песня в стиле Нью-джек-свинг американского вокального R&B/Соул квартета Boyz II Men, изданная в 1995 году. Продюсерами «Thank You» стали Dallas Austin и Boyz II Men, песня была издана в качестве третьего сингла со второго студийного альбома группы — «II». «Thank You» не смог достичь такого же успеха как и предыдущий сингл, заняв лишь высшее 21 место в чарте Соединенных Штатов Billboard Hot 100 и в Hot Singles Sales 18 марта, а 25 марта 1995 года, сингл занял 17 строчку чарта Billboard Hot R&B/Hip-Hop Songs. В Великобритании сингл пользовался умеренный спросом, достигнув своего пика на 26 позиции в чарте страны UK Singles Chart. «Thank you» также вошёл в чарт RIANZ Новой Зеландии на 17 месте, во Франции песня получила 27 место, и в Австралии сингл вошёл на 33 месте в историю чарта ARIA.

## Официальные версии и ремиксы
- «Thank You» (LP Version) — 4:34[2]
- «Thank You» (The Remix) — 6:29
- «Thank You» (Summertime mix) — 4:59
- «Thank You» (The Moog Flava mix) — 4:15
- «Thank You» (Mercenary mix) — 5:16

## Список композиций
| CD Макси-сингл1 1. «Thank You» (The Moog Flava Mix) — 4:15 2. «Thank You» (Mercenary Mix) — 5:16 3. «Thank You» (LP Version) — 4:33 4. «Thank You» (The Remix) — 6:29 5. «Thank You» (Summertime Mix) — 4:59 6. «Fallin'» 4:08 CD Remix Промо 1. «Thank You» (The Moog Flava Mix) — 4:15 2. «Thank You» (Untouchable Mix) — 5:48 3. «Thank You» (Mercenary Mix) — 5:16 4. «Thank You» (LP Version) — 4:33 5. «Thank You» (The Remix) — 6:29 6. «Thank You» (Summertime Mix) — 4:59 12" Виниловая Промопластинка - A1 «Thank You» (The Moog Flava Mix) — 4:15 - A2 «Thank You» (Untouchable Mix) — 5:48 - A3 «Thank You» (Mercenary Mix) — 5:16 - B1 «Thank You» (LP Version) — 4:33 - B2 «Thank You» (The Remix) — 6:29 12" Виниловая Промопластинка - A1 «Thank You» (The Moog Flava Mix) — 4:15 - A2 «Thank You» (Mercenary Mix) — 5:16 - B1 «Thank You» (LP Version) — 4:33 - B2 «Thank You» (The Remix) — 6:29 - B3 «Thank You» (Summertime Mix) — 4:59 | CD Макси-сингл 1. «Thank You» (The Moog Flava Mix) 2. «Thank You» (LP Version) 3. «Thank You» (The Remix) 4. «Motownphilly» (7" Radio Edit) 12" Виниловая Промопластинка - A1 «Thank You» (Untouchable Mix) - A2 «Thank You» (The Moog Flava Mix) - B1 «Thank You» (LP Version) - B2 «Thank You» (The Remix) - B3 «Thank You» (Summertime Mix) 12" Виниловая пластинка - A1 «Thank You» (The Remix) - A2 «Thank You» (The Moog Flava Mix) - B1 «Thank You» (LP Version) - B2 «Thank You» (Summertime Mix) |

1 — Вышел в продажу 14 февраля 1995 года

## Позиции в чартах
| Чарты (1995)                       | Высшее место |
| ---------------------------------- | ------------ |
| US Billboard Hot 100               | 21           |
| US Billboard Hot 100 Singles Sales | 21           |
| US Billboard Hot R&B/Hip-Hop songs | 17           |
| UK Singles Chart                   | 26           |
| French Singles Chart               | 27           |
| New Zealand RIANZ Singles Chart    | 17           |
| Australian ARIA singles chart      | 33           |

| Конец 1995 года        | Позиция |
| ---------------------- | ------- |
| U.S. Billboard Hot 100 | 94      |